# Вулиця Планерна (Львів)
Ву́лиця Пла́нерна — вулиця в Залізничному районі Львова на Левандівці. Сполучає Широку з середньою частиною вулиці Ангарної. В середній частині від Планерної відходить Ангарна і Орельська, які потім проходять паралельно до неї. Нумерація будинків ведеться від Широкої. Вулиця асфальтована, має асфальтовані хідники.

## Історія
Від 1928 року вулиця мала назву Шевченка бічна (від тодішньої назви Широкої — вулиця Шевченка на честь Тараса Шевченка). У 1931 році стала називатися просто Бічна. З 1936 року має сучасну назву, ймовірно, на честь старого львівського летовища, закритого у 1929 році, яке розташовувався поряд.
Забудова вулиці одно- та двоповерхова садибна. Житловий будинок № 12, збудований у 1960-х роках для працівників Львівської залізниці, переданий у власність територіальної громади міста Львова 26 вересня 2002 року.

## Галерея

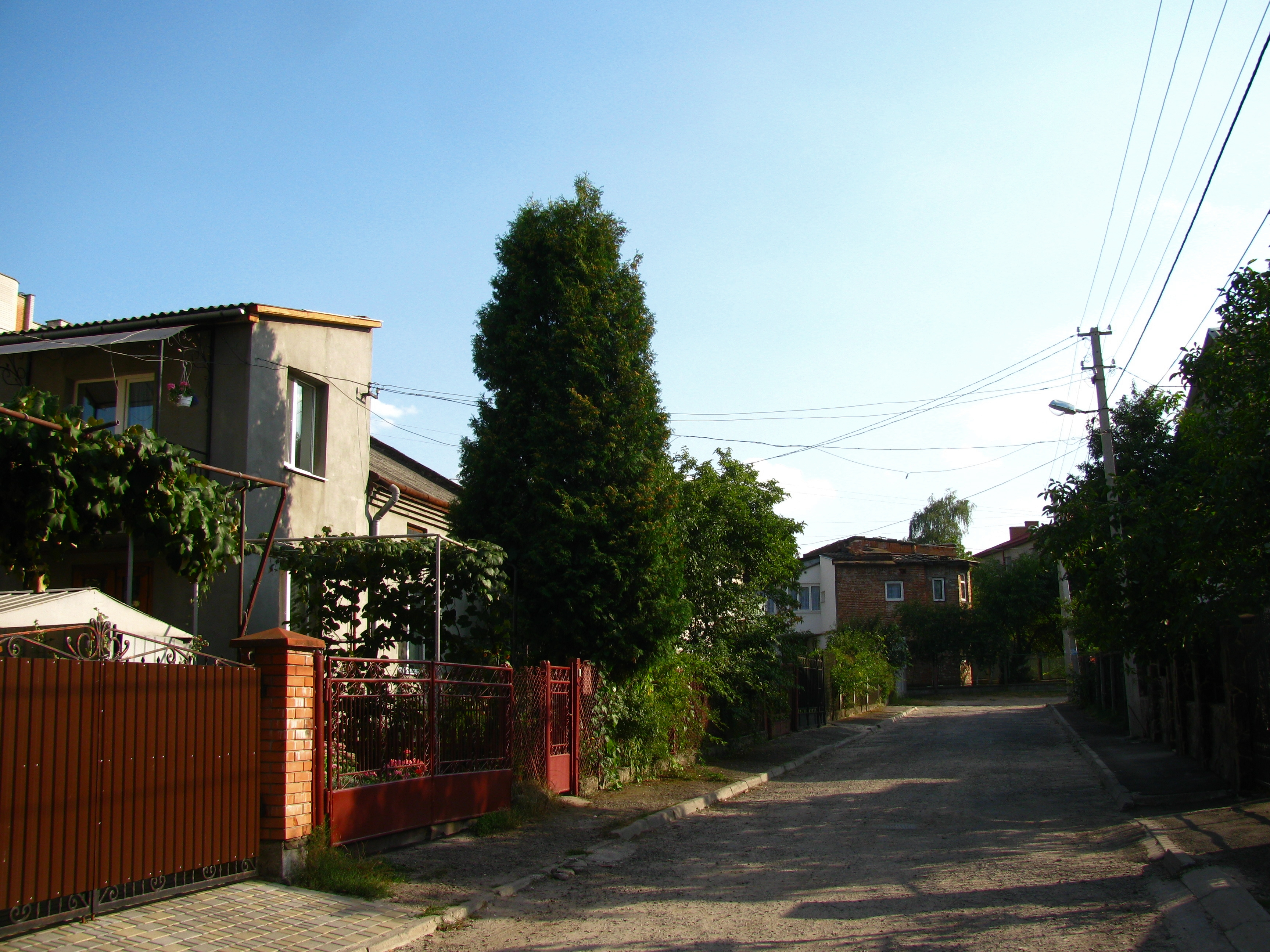
Вигляд на вулицю Ангарну з вулиці Планерної
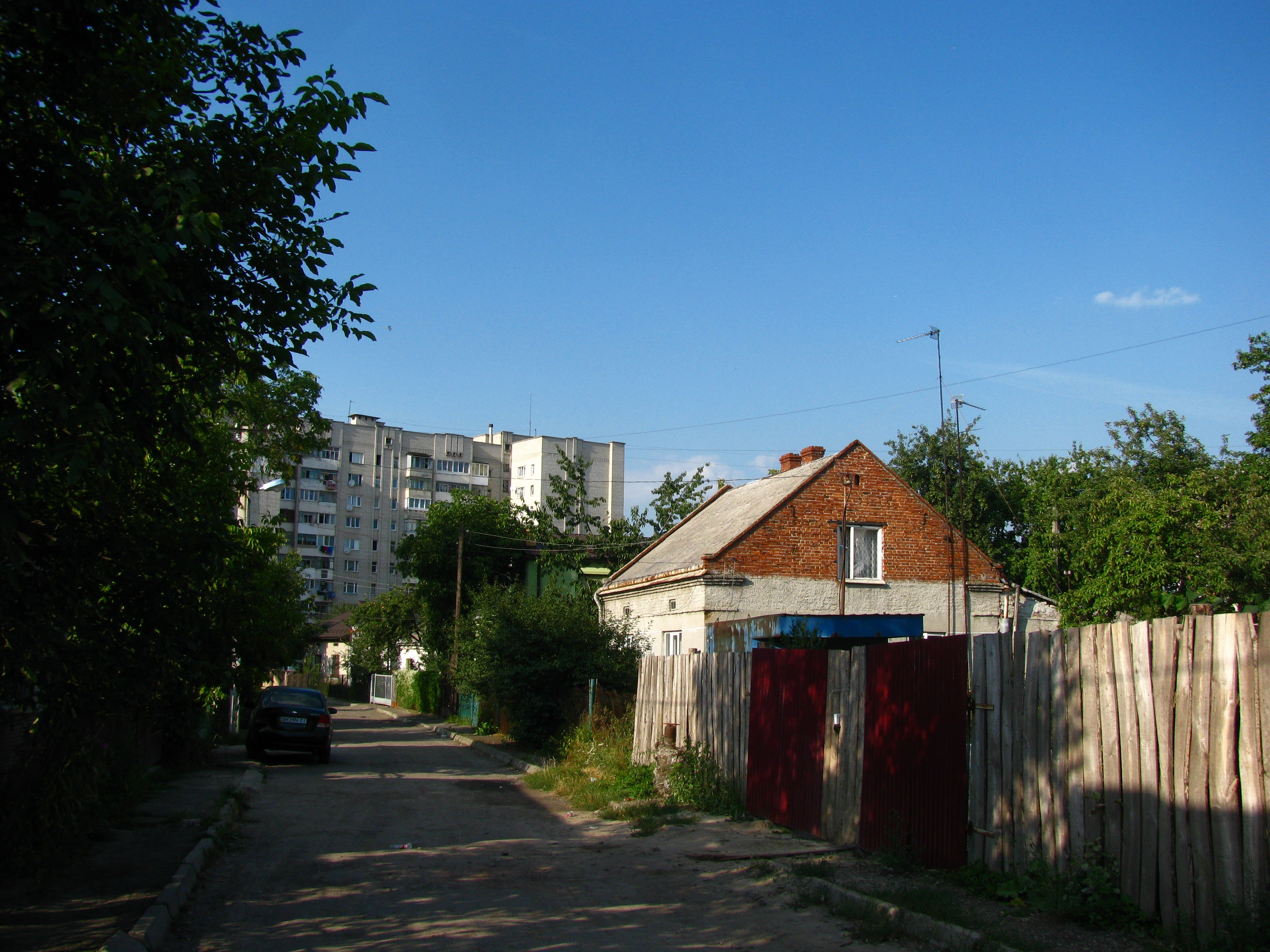
Середня частина вулиці Планерної